# Louis-Yves Queverdo
Pour les articles homonymes, voir Queverdo.
Louis-Yves Queverdo, également orthographié Louis-Yves Quéverdo, baptisé François-Louis-Marie-Yves Queverdo, né le 27 mai 1788 à Paris et mort à Vaugirard le 12 janvier 1858, est un graveur français, spécialiste de l'eau-forte.

## Biographie

### Origine et formation
Louis-Yves Queverdo est le fils de François-Marie-Isidore Queverdo, graveur au burin, eau-forte et taille-douce, et de Marie-Jeanne Breant, seconde épouse de ce dernier. Peu de temps après le 27 mai 1788, jour de sa naissance, Louis-Yves Queverdo est baptisé au sein de la religion catholique à l'église Saint-Séverin de la paroisse du même nom, à Paris. Quatre grandes sœurs lui sont connues : Marie-Joseph, née en 1774, François-Émélie, née en 1775, Jeanne-Adélaïde Agathe, née en 1778 et Étienne-Aurélie, née en 1781. François-Marie-Isidore Queverdo est très actifs dans sa production d'estampes et de gravures pendant la Révolution française. Jeanne-Adélaïde Agathe, ou simplement Adélaïde, est elle aussi devenue graveuse comme son père,. 
Le jeune Queverdo apprend d'abord les ficelles du métier de graveur auprès de son père, au plus tard jusqu'à la mort de celui-ci en 1797. Le 3 février 1810, Louis-Yves Queverdo fait son entrée à l'École des Beaux-Arts de Paris pour y parfaire son apprentissage. À cette école, il devient l'élève de l'artiste graveur Jacques Joseph Coiny et de l'artiste peintre Jean-Baptiste Regnault,,. Longtemps employé dans l'atelier de Regnault, il se charge des préparations à l'eau-forte des estampes qui sont par la suite terminées au burin par d'autres artistes.

### Carrière professionnelle
Grâce au mentorat que Regnault lui prodigue, de nombreuses gravures sur lesquelles Queverdo a participé sont publiées dans des magazines à grand tirage, comme Le Musée français et Le Musée Filhol,,. Au terme de son apprentissage, Queverdo continue de collaborer avec des magazines à grands tirages et des planches de ses gravures apparaissent, entre autres, dans le Recueil des prix décennaux et le Musée Laurent et Robillard,. Il a aussi produit des planches pour la Galerie Napoléon et, en 1834, certaines de ses œuvres sont publiées dans Le Musée de la révolution d'Auguste Raffet,. Plus tard dans sa carrière, vers 1845, Louis-Yves Queverdo produit des gravures dont les planches sont reprises dans le magazine hebdomadaire L'Illustration,. Parmi ses collaborateurs les plus fréquents, la postérité retient les noms d'autres artistes graveurs tels Claude Niquet, Jean Massard, Théodore Richomme, Jean Dambrun et Antoine-François Dennel,,. 
Queverdo aborde plusieurs sujets et genres au fil de sa carrière : Bible, mythologie, histoire sainte, allégories, sujets d'histoire et sujets de genre. Outre ses activités de graveur, Queverdo est également l'auteur d'au moins trois caricatures anti-Bourbon en 1815, qu'il signe Queverdo jeune,. Quelque quarante gravures lui sont répertoriées par Charles Le Blanc, idem pour Georg Kaspar Nagler. Certaines de ses gravures sont conservées au British Museum. 
La réception critique de l'œuvre de Queverdo lui est plutôt favorable : Pierre Larousse, dans son Grand Dictionnaire universel du XIXe siècle, le qualifie d'artiste estimable. Charles Gabet note pour sa part que Queverdo est « associé à la gloire de nos premiers graveurs, bien que son nom ne se trouve pas toujours au bas de leurs planches » et que « cet artiste s'occupe, dit-on, d'ouvrages dont son talent fera tous les frais, et dans lesquels aucun autre ne sera admis en partage ». Georg Kaspar Nagler dit de Queverdo qu'en ce qui concerne ses eaux-fortes, il « atteignit une telle habileté que ses œuvres peuvent être comptées parmi les plus belles du genre ».

### Vie privée et mort
Le 4 mars 1813, à midi, Louis-Yves Queverdo épouse Marie-Olimpe Neveu, de Rheims, fille de Jean-Jacques Neveu, un marchand. Assistent à ce mariage, hormis des membres de leur famille respectives, les graveurs Nicolas Ponce, membre de nombreuses académies, Yves-Marie Le Gouaz, graveur membre de l'Académie des sciences et Victor Pillement. Aucun enfant n'est connu du couple. 
En 1816, Queverdo est logé au 3, rue de Sèvres, à Paris alors que vers 1830, il a élu domicile au 4, rue Saint-Dominique-d'Enfer,. Cet immeuble est aujourd'hui classé au patrimoine architectural de la France.
Louis-Yves Queverdo est mort à Vaugirard, une ancienne commune française aujourd'hui intégrée à Paris, le 12 janvier 1858.

## Galerie

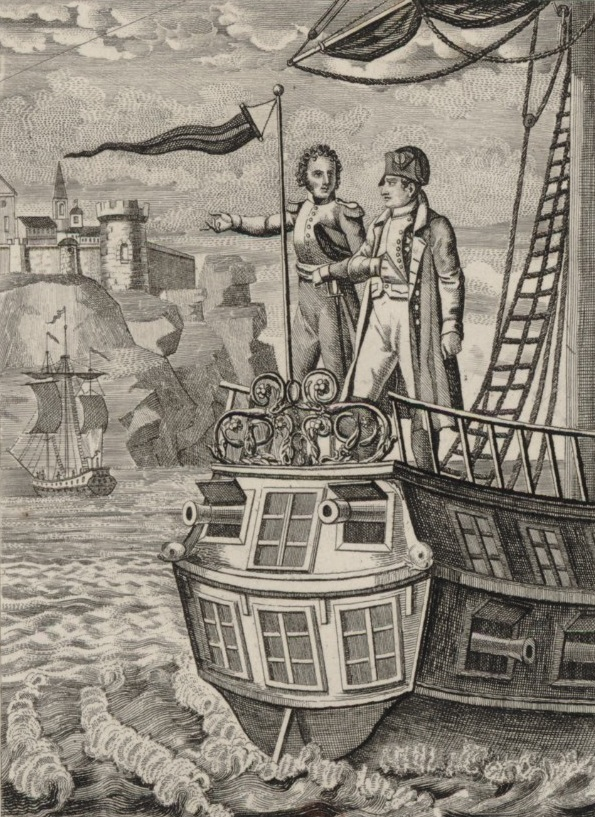
Arrivée de Bonaparte à l'île Sainte-Hélène.
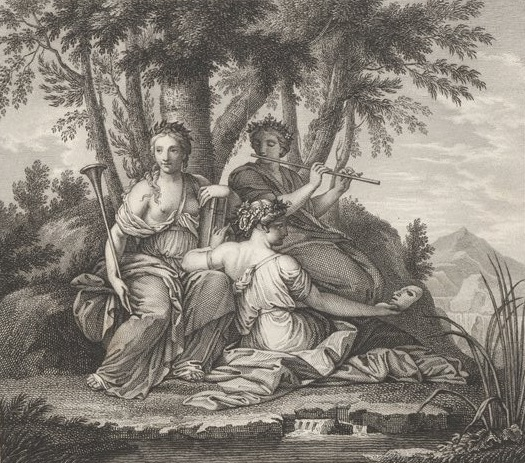
Clio - Euterpe - Thalie, d'après Eustache Le Sueur.
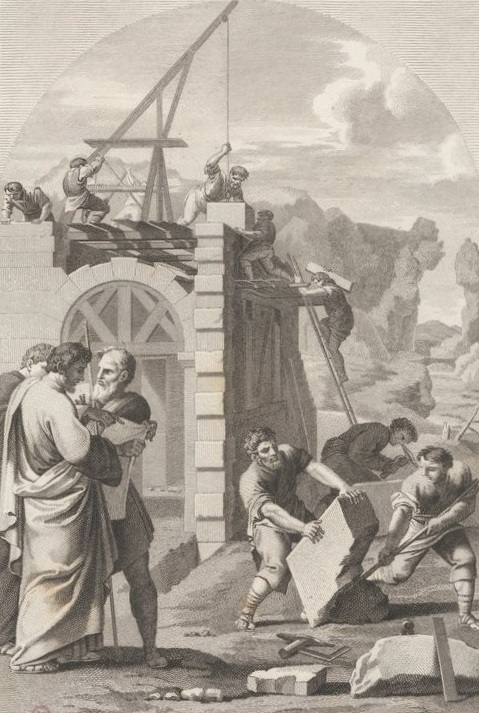
Construction de la chartreuse près de Grenoble, d'après Eustache Le Sueur.
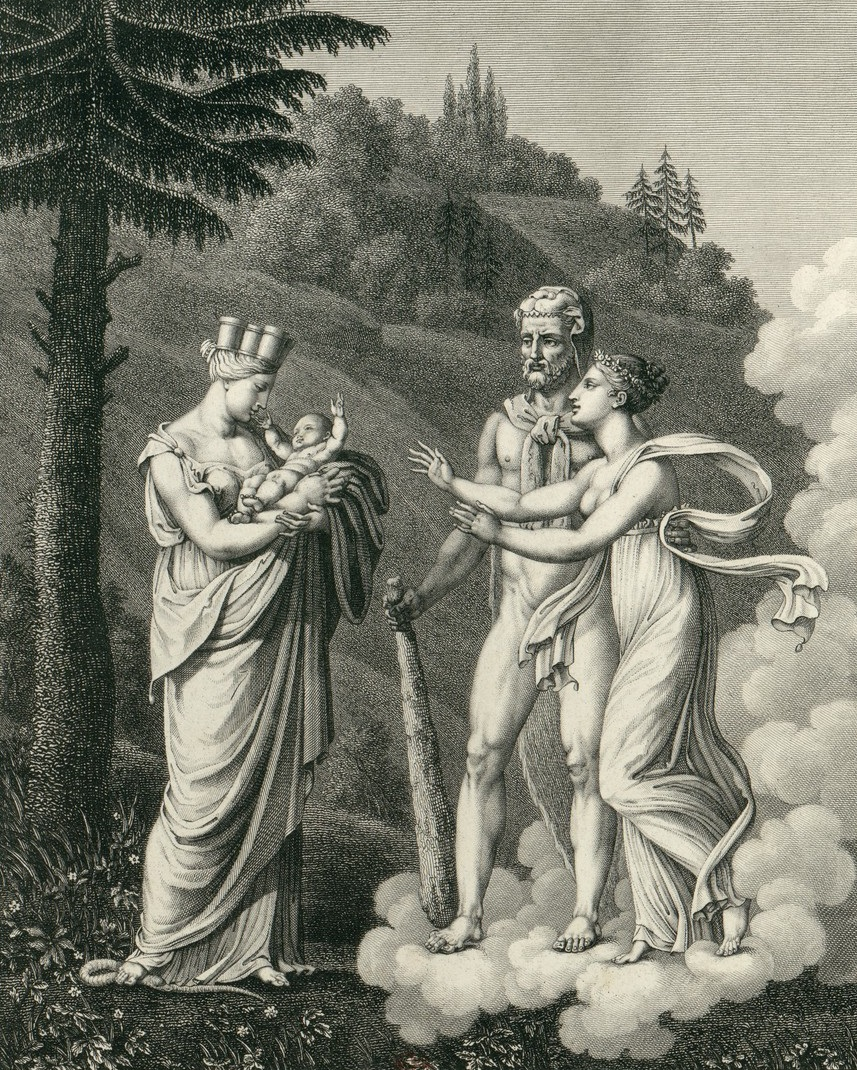
Hommage à leurs Majestés Impériales et Royales. Hercule et Hébé confiant à Cybèlle le premier fruit de leur Union.
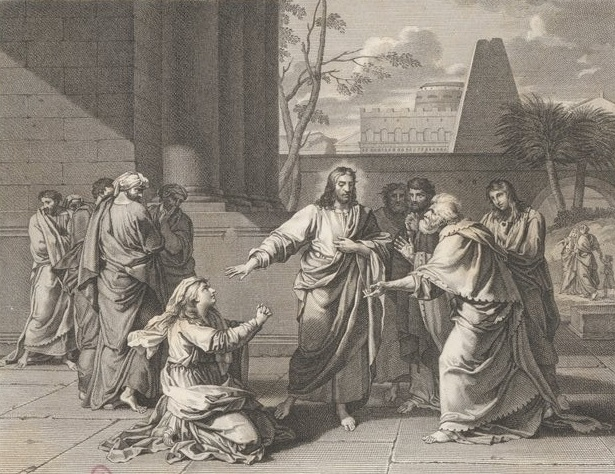
La Cananéenne, d'après Jean-Germain Drouais.
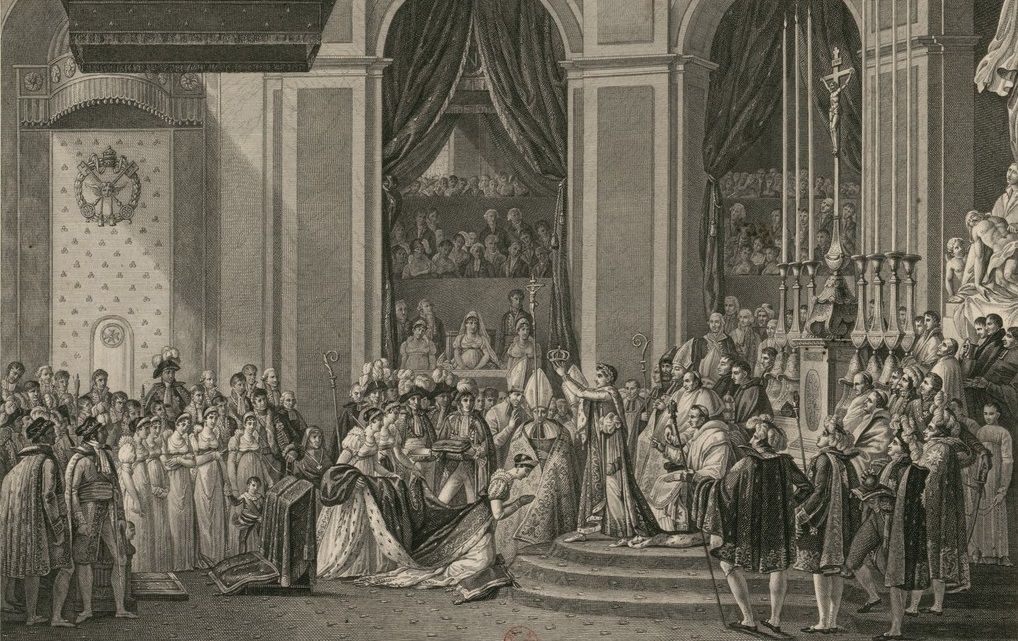
Le Couronnement, d'après Jacques-Louis David.
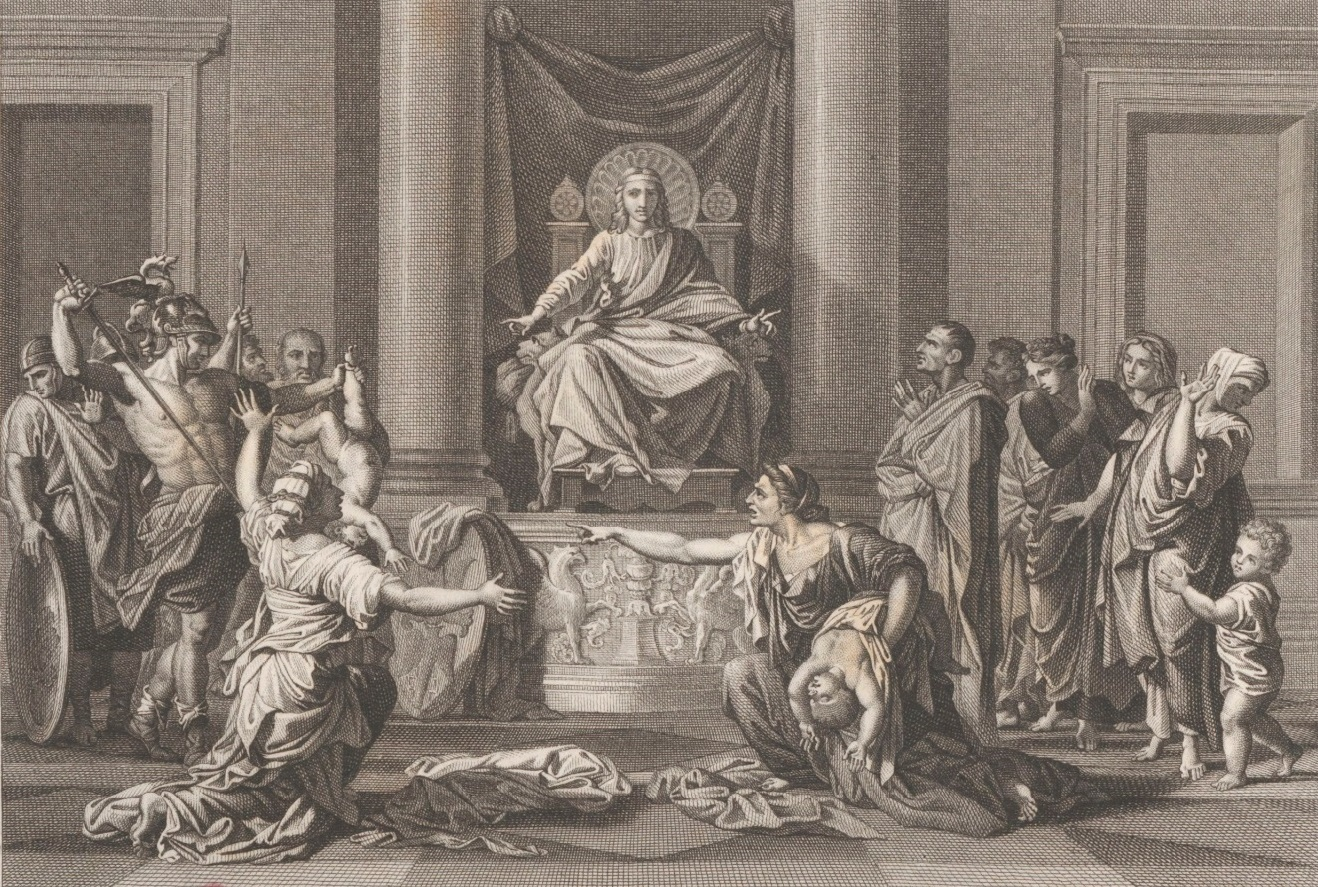
Le Jugement de Salomon, d'après Nicolas Poussin.
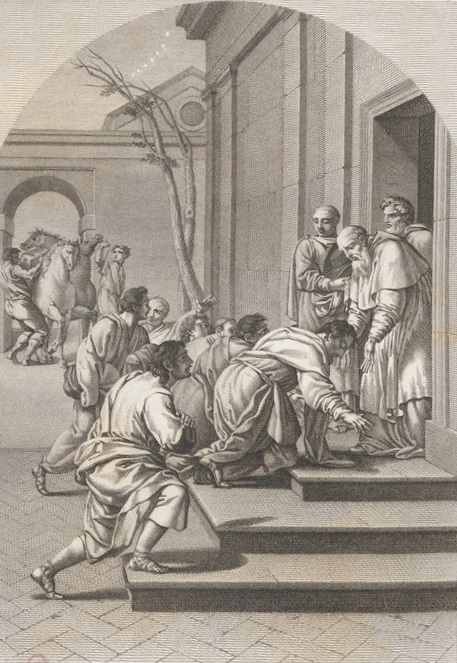
Saint Bruno aux pieds de Saint Hugues, évêque de Grenoble, d'après Eustache Le Sueur.
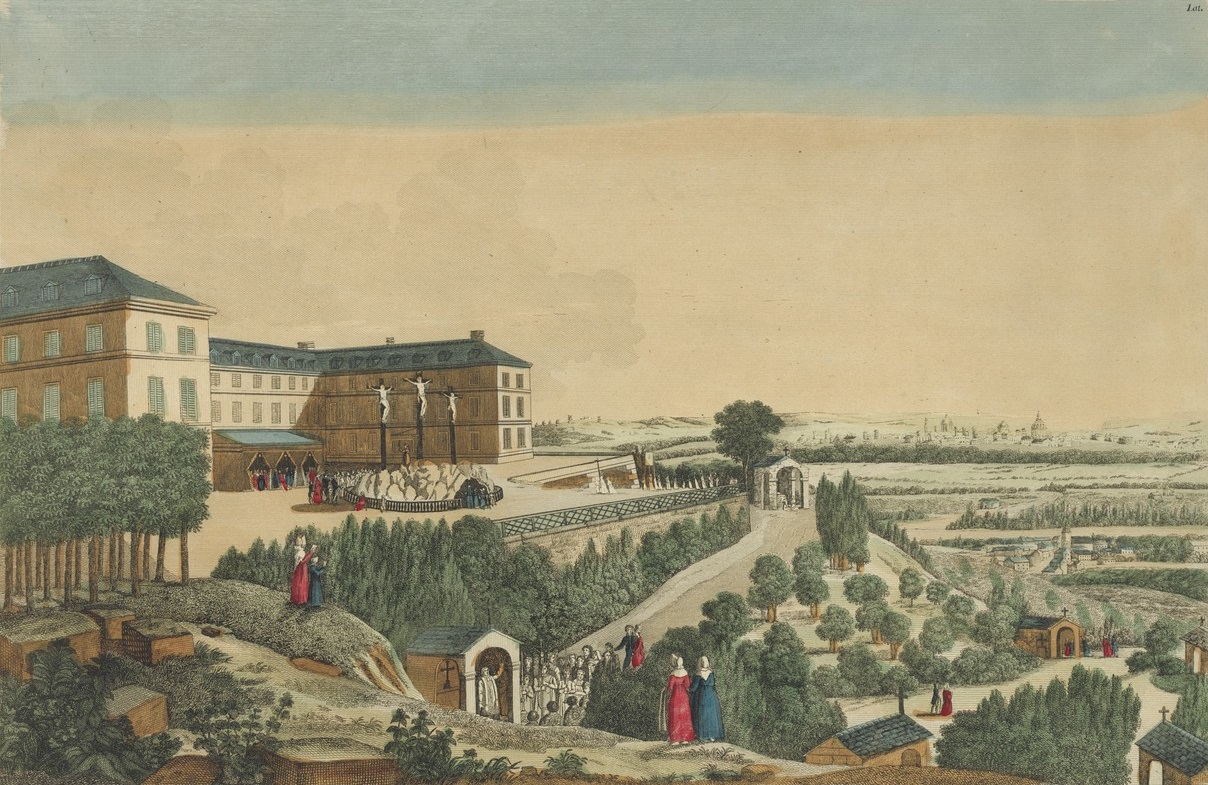
Vue du calvaire, près Paris, en 1824.
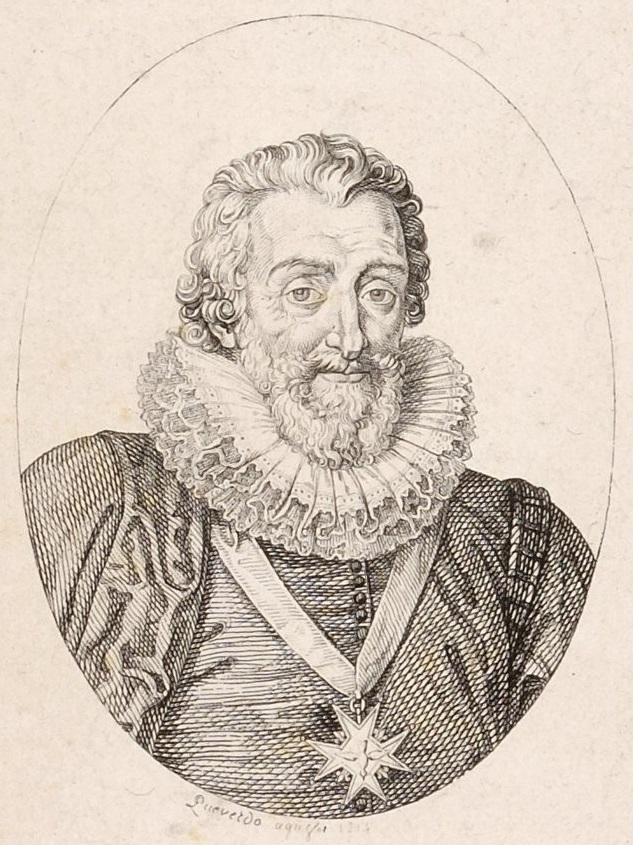
Portrait d'Henri IV.